# مرکیش لوخ
مرکیش لوخ (به آلمانی: Märkisch Luch) یک شهر در آلمان است که در هافه‌لانت واقع شده‌است. مرکیش لوخ ۱٬۳۸۲ نفر جمعیت دارد.